# Эджертон, Чарльз
Сэр Чарльз Эджертон (англ. Sir Charles Comyn Egerton; 10 ноября 1848, Бирр, Ленстер — 20 февраля 1921, Крайстчерч) — британский фельдмаршал (1917).

## Биография
Родился в 1848 году в Ирландии (в то время — в составе Великобритании). Сын генерал-майора британской армии. В 1867 году окончил Королевский военный колледж Сандхерст. С конца 1860-х годов служил в Британской Индии.
С отличием участвовал во Второй англо-афганской войне и заслужил персонального упоминания в депешах, отправленных в Лондон командующим армией. В 1888 году участвовал в экспедиции в область Хазара (ныне в Пакистане). В 1891 году был отправлен с отрядом на Хайберский перевал и за эти действия награждён орденом «За выдающиеся заслуги».
В 1894 году участвовал в боевых действиях в Вазиристане. В следующем году был произведён в полковники и сделан кавалером ордена Бани.
В 1896 году на некоторое время покинул Индию и возглавлял гарнизон Суакина (Англо-Египетский Судан). В 1897 году руководил подавлением антиколониального восстания в Вазиристане.
В 1903 году из Индии был направлен в Британское Сомали, где сражался против повстанцев Саида Хасана и достиг определённых успехов. Летом 1904 года стал кавалером большого креста ордена Бани. В 1906 году был произведён в полные генералы.
Вернулся в Британскую Индию, где занимал различные военно-административные посты. В 1917 году произведён в фельдмаршалы при выходе в отставку. Вернулся в Англию, где написал мемуары о боевых действиях в горной Индии.
Скончался в 1921 году в Дорсете и там же был похоронен.
Был женат, имел троих сыновей.